# Brazylijskie jiu-jitsu

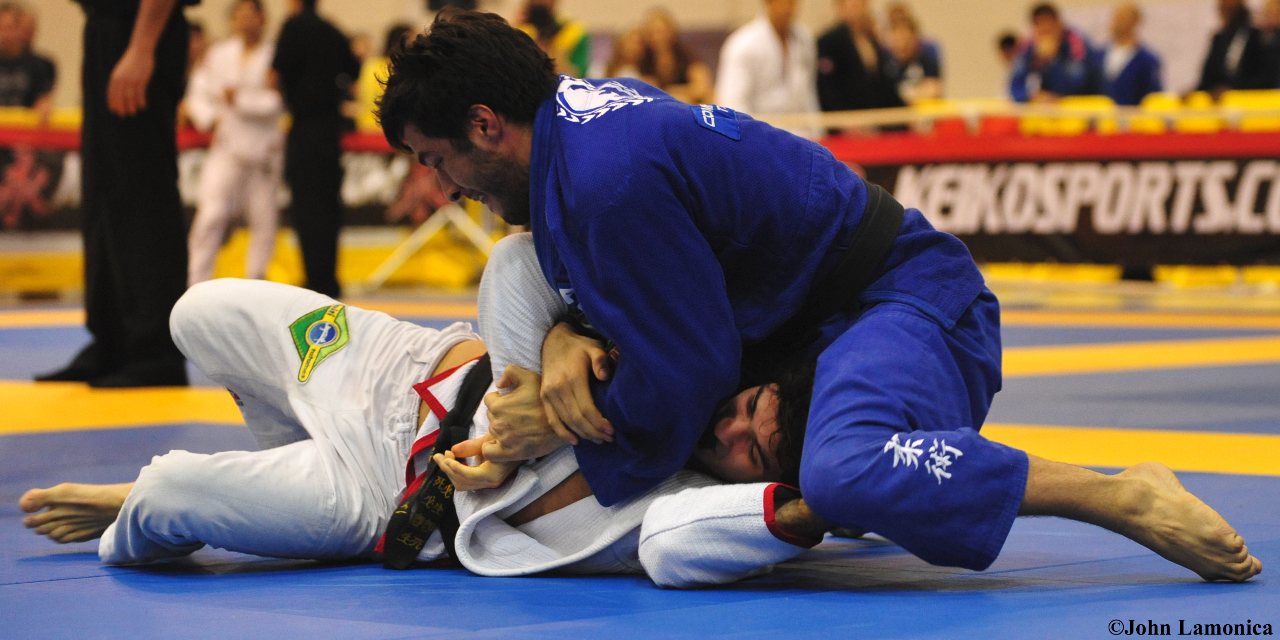

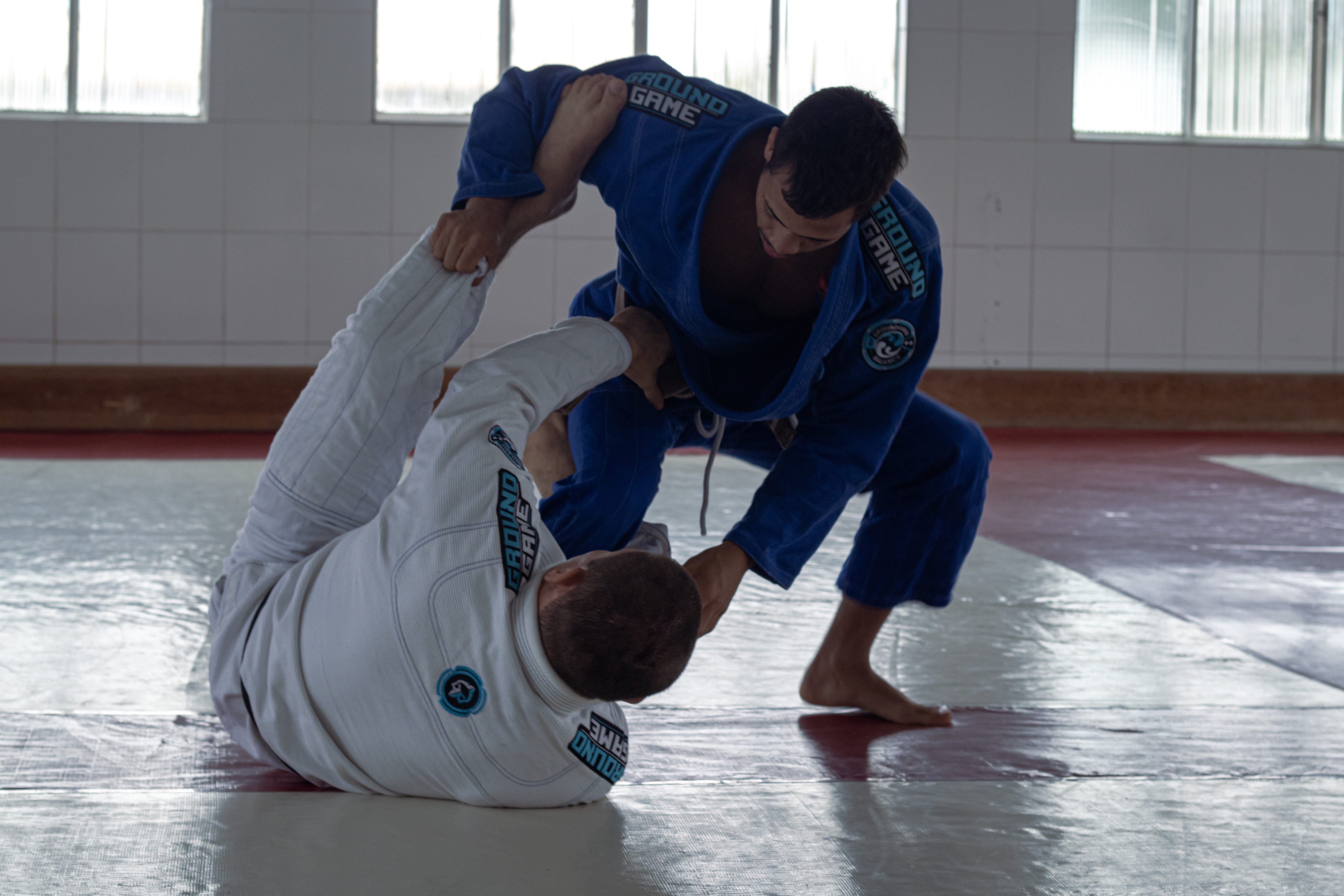
Claudio Calasans Jr

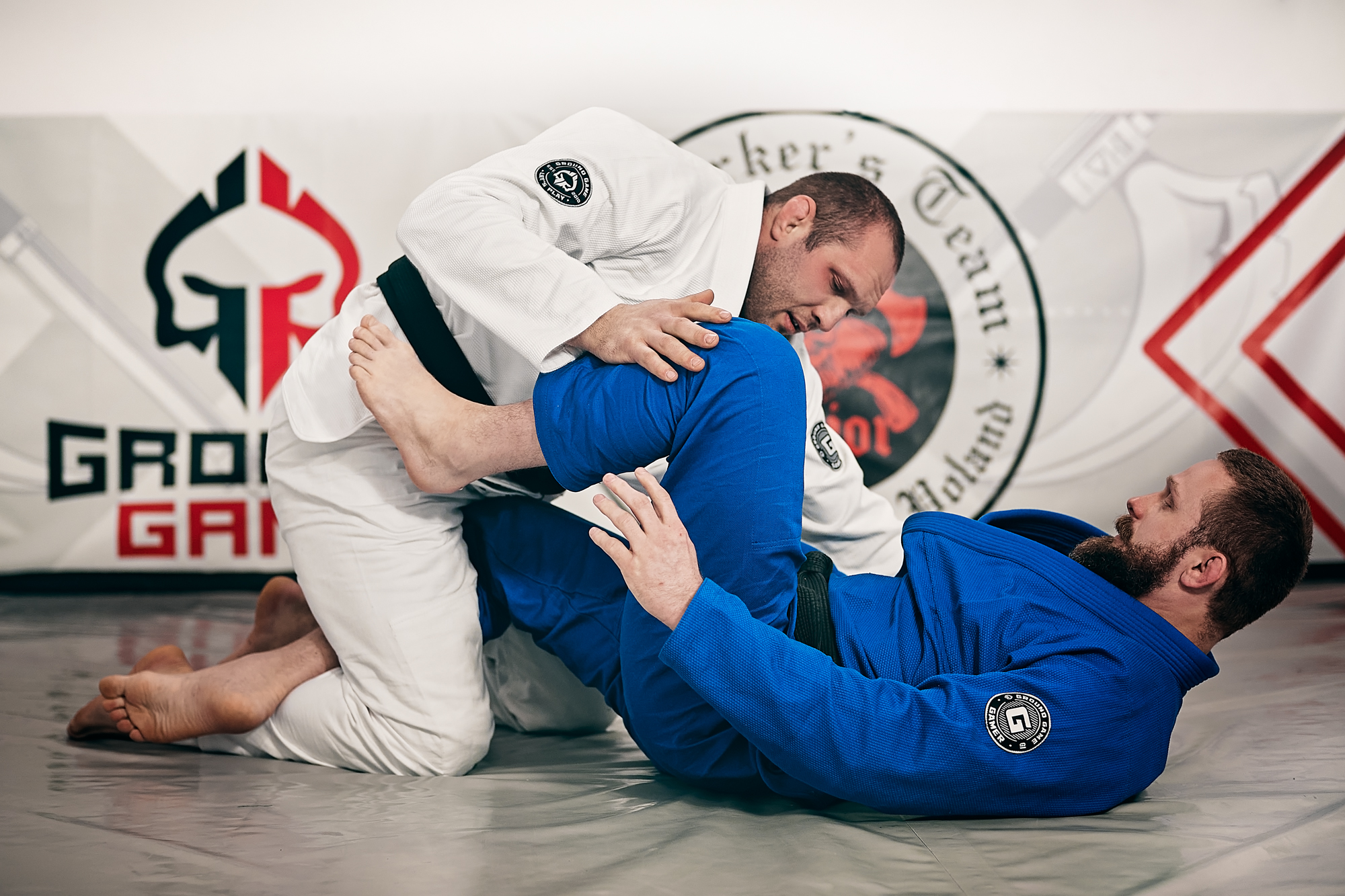
Kimono / gi do BJJ

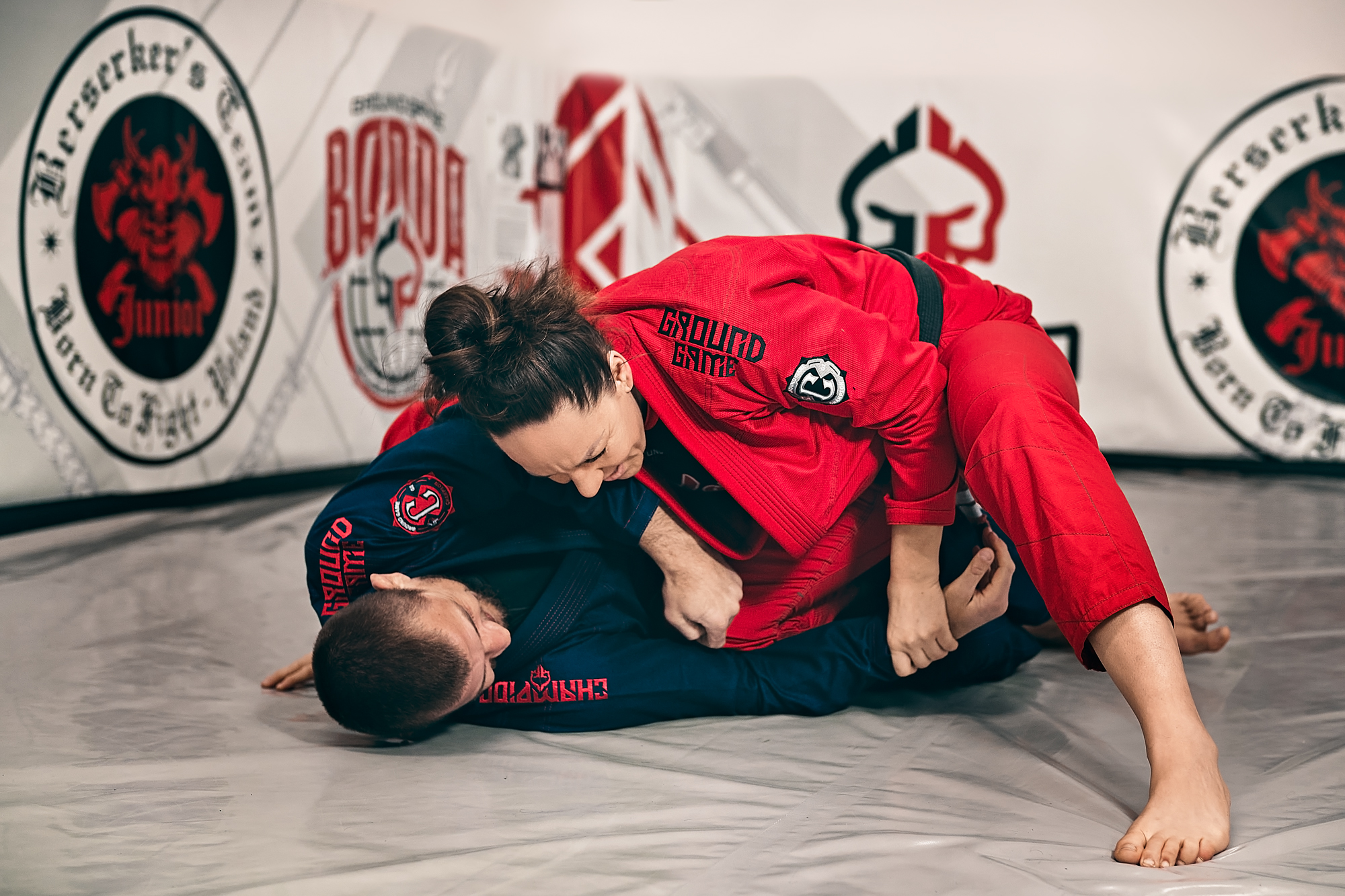
Kimono / gi do BJJ

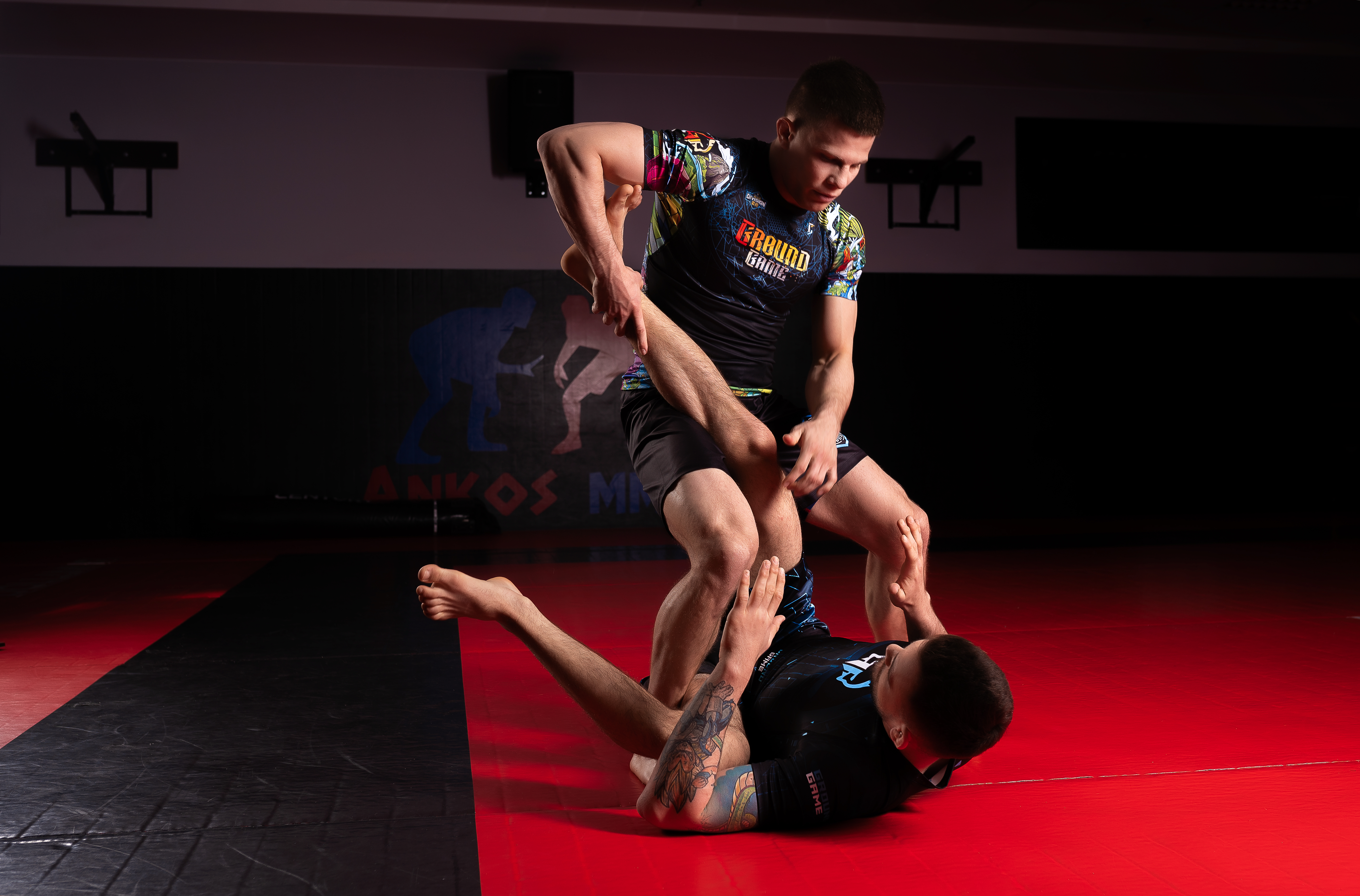
BJJ no gi

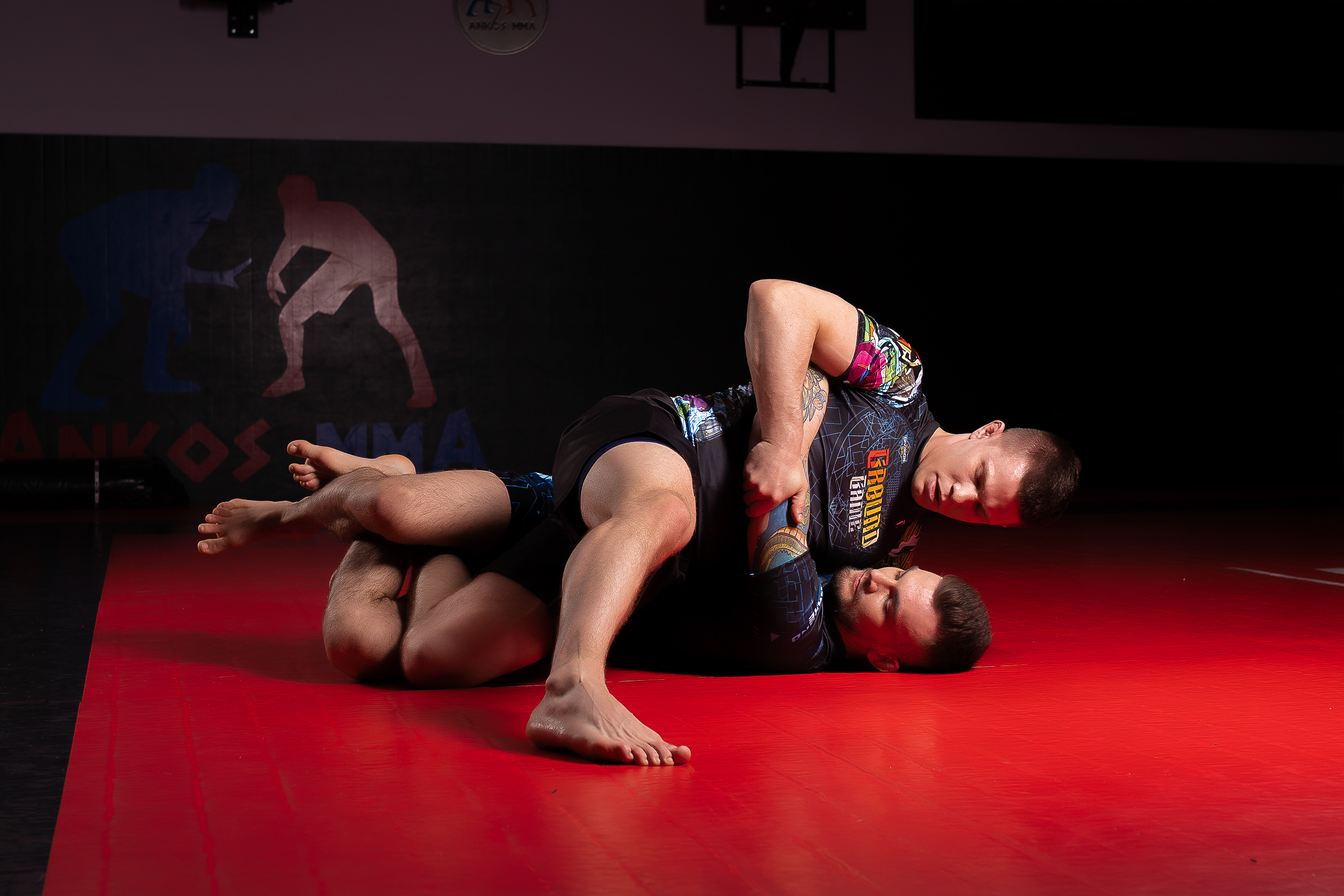
BJJ no gi

Brazylijskie jiu-jitsu (BJJ, nazywane też Gracie Jiu-Jitsu lub po prostu jiu-jitsu, choć jest to określenie nieprecyzyjne i może być mylone z japońskim pierwowzorem) – brazylijski sport walki wywodzący się z ju-jitsu, zapasów i judo, który wyróżnia się naciskiem na walkę w parterze.

## Charakterystyka dyscypliny
BJJ obejmuje walkę w stójce, zwarciu i parterze. Podstawowe dwie formuły walki w BJJ to:
- walka w gi (kimonie),
- walka no gi (submission fighting)

Brazylijskie jiu-jitsu koncentruje się na walce z jednym przeciwnikiem. Celem walki jest przejęcie kontroli nad przeciwnikiem poprzez zadawanie mu kontrolowanego bólu (dźwignie) bądź pod groźbą utraty przytomności od duszenia. Walka w brazylijskim jiu-jitsu odbywa się głównie w parterze. Taktyka polega na sprowadzeniu przeciwnika do parteru, unieruchomieniu go i wykonaniu techniki kończącej – dźwigni bądź duszenia, zmuszającej przeciwnika do poddania się bądź pozbawiającej go przytomności. Zawodnicy brazylijskiego jiu-jitsu walczą w zwarciu, co dodatkowo utrudnia ich przeciwnikom wykonywanie uderzeń.
Brazylijskie jiu-jitsu opiera się na chwytach. Dominują w tej dyscyplinie dźwignie, duszenia oraz inne techniki unieruchamiania przeciwnika. Uderzeń się nie stosuje. Ćwiczą je jednak zawodnicy przygotowujący się do turniejów mieszanych sztuk walki. Stosuje się też rzuty mające na celu sprowadzenie przeciwnika do parteru. Chwyty w parterze często wykonuje się nogami poprzez zahaczenie lub objęcie części ciała przeciwnika. Jednym z elementów charakterystycznych dla brazylijskiego jiu-jitsu jest tzw. garda. Garda polega na objęciu nogami przeciwnika stojącego lub klęczącego przez zawodnika leżącego. Stosuje się też tzw. dosiad, który polega na siedzeniu okrakiem na leżącym przeciwniku.
Ponieważ brazylijskie jiu-jitsu opiera się na chwytach, koncentruje się na walce z jednym nieuzbrojonym przeciwnikiem. Przydaje się, gdy zachodzi potrzeba unieruchomienia przeciwnika i pokonania go bez wyrządzenia mu poważnego uszczerbku na zdrowiu (duszenia, dźwignie). Brazylijskie jiu-jitsu cały czas się rozwija i dostosowuje do realiów dzisiejszych zagrożeń. System opracowany przez Graciech powstał również z myślą o samoobronie. Nie ogranicza się jedynie do chwytów i dźwigni w parterze, ale również przygotowuje do obrony przeciwko uderzeniom ostrym narzędziem (walory tego systemu doceniła policja i wojsko). Jednakże zawodnicy ćwiczący pod kątem rywalizacji sportowej nie ćwiczą pewnych technik, które, choć brutalne (np. kopnięcie w krocze, cios w oczy, ciosy kantem dłoni), znajdują zastosowanie w samoobronie. Nie trenują też walki z wieloma przeciwnikami.
W BJJ obowiązuje podział na biały, niebieski, purpurowy, brązowy i czarny pas. Niektóre szkoły umieszczają na pasach pomocniczy podział w postaci belek.
Brazylijskie jiu-jitsu wykształciło własną tradycję. Tradycję japońską się odrzuca, istnieją natomiast elementy charakterystyczne dla kultury Brazylii: naszywki z symbolami narodowymi Brazylii, używanie tatuaży będących wyrazem specyficznej religijności Brazylijczyków. Często nie ćwiczy się w tradycyjnym stroju do jiu-jitsu (tzw. gi), a w spodenkach i w koszulce. Nie ma znanej ze stylów tradycyjnych pracy nad doskonaleniem jednej techniki oraz rozwojem duchowym (ćwiczenia koncentracji etc.).
Brazylijskie jiu-jitsu zawdzięcza swą obecną popularność kilku czynnikom. Przede wszystkim, ważną rolę odegrała skuteczność zawodników tej dyscypliny w walkach MMA (stąd zaczęła ona stanowić jeden z podstawowych elementów treningu przekrojowego również zawodników MMA nie wywodzących się z BJJ). Ponadto brazylijskie jiu-jitsu nie kultywuje wschodniej tradycji ani ceremoniału, przyciągając tym samym osoby, które nie są nimi zainteresowane. Techniki brazylijskiego jiu-jitsu stwarzają złudzenie prostych. Także przeznaczenie na walkę dużej części treningu znajduje uznanie u młodzieży, która może się wykazać w bezpośredniej rywalizacji.

## Historia
Jednym z uczniów Jigorō Kanō, sławnego mistrza judo był Maeda Mitsuyo, znany także jako Count of Combat (ang. „Hrabia Walki”).
W roku 1914 Maeda Mitsuyo, posiadacz stopnia 5 dan w judo, który wcześniej startował w profesjonalnych turniejach zapaśniczych w Stanach Zjednoczonych, Wielkiej Brytanii, Hiszpanii, na Kubie, w Panamie i Meksyku, osiedlił się w Brazylii. Około roku 1919 Maeda uczył 17-letniego Brazylijczyka Carlosa Gracie mieszanki judo Kōdōkan i amerykańskiej walki catch-as-catch-can.
Maeda określał sztukę, której nauczał, „jiu-jitsu” i to określenie zostało w nazwie nowo powstałego stylu.
W roku 1924 Gracie otworzył komercyjną akademię sztuk walki, na początku w Belém a potem w Rio de Janeiro, a do jego uczniów należał młodszy brat Hélio, który od 1932 r. do połowy lat pięćdziesiątych był znanym brazylijskim zapaśnikiem zawodowym (inni bracia Carlosa to: Osvaldo, Gastao Jr., Jorge). Synowie Hélio: Royce, Rorion i Rickson kontynuowali pracę ojca i w latach dziewięćdziesiątych opracowali znane na całym świecie Gracie Jiu-Jitsu. Natomiast w tym samym czasie siostrzeńcy Carlosa Gracie wprowadzili w Stanach Zjednoczonych pokrewny styl zwany Machado Jiu-Jitsu.
W 1949 roku do Brazylii przybyli Masahiko Kimura ze swoją grupą na zaproszenie São Paulo Shimbun. Zostali oni wyzwani na pojedynek przez Hélio Gracie na zasadach „Gracie Rules”, w których nie można było wygrać walki przez trzymania czy też rzuty. Jedynie można było odnieść zwycięstwo poprzez poddanie przeciwnika (przez duszenie lub dźwignię) lub przez utratę przytomności. Te zasady zostały wymyślone po to żeby ograniczyć możliwości wygrania walki przez japońskich mistrzów.
Pierwszy z Hélio Gracie zawalczył Kato remisując na stadionie Maracana. Jednakże przegrał on później rewanż z Hélio poprzez duszeniem Gi na Ibirapuera w São Paulo. Hélio Gracie zaproponował kontynuacje wyzwania, a Yamaguchi wyznaczył siebie jako kolejnego rywala. Kimura jednakże zaoferował się jako ochotnik do tej walki w jego miejsce. Pojedynek między Hélio Gracie a Masahiko Kimurą odbył się na stadionie Maracana, przed publiką składającą się z 20 000 ludzi, wliczając w to prezydenta Brazylii Getúlio Vargasa. Oczekiwania ze strony japońskiej na wygranie tego pokazowej walki były tak duże, że Kimura został ostrzeżony przez ambasadę japońską, że jeśli przegra, to nie będzie mile widziany z powrotem w Japonii. Kimura został przyjęty na arenie surowymi jajkami i obelgami przez brazylijski tłum, a zawodnicy Gracie przynieśli trumnę, aby symbolicznie zapowiedzieć, że Kimura przegra, tak jak przegrał Kato. Na początku meczu Hélio próbował rzucić go osoto gari i ouchi gari, ale Kimura zablokował je i zdobył kilka rzutów ouchi gari, harai goshi, uchi mata i ippon seoi nage. Jednak Helio Gracie był w stanie wykonać ukemi (bezpieczny pad na ziemie) dzięki miękkiej macie używanej na zawodach, więc Kimura nie mógł go obezwładnić samymi rzutami. Na początku drugiej rundy, po przeniesieniu walki na ziemię przytrzymał Hélio w kilku technikach. Hélio spróbował odepchnąć się ręką od Japończyka, ale ten wykorzystał ten moment i chwycił rękę, zakładając dźwignię gyaku-ude-garami. Hélio nie poddał się, a Kimura skręcił ramię, aż się złamało. Ponieważ Gracie wciąż nie chciał się poddać, Masahiko jeszcze bardziej wykręcił rękę i ponownie ją złamał. W końcu, kiedy judoka miał skręcić ramię po raz trzeci, narożnik Gracie rzucił ręcznik i Kimura został ogłoszony zwycięzcą.
W hołdzie dla Kimury dźwignia została nazwana jego nazwiskiem.
Techniki brazylijskiego jiu-jitsu zostały wykorzystane w bojowym systemie walki wręcz armii USA (Modern Army Combatives Program) oraz w systemach samoobrony. Jednakże większość z tych systemów różni się koncepcją walki od brazylijskiego jiu-jitsu, przejmując od tego stylu jedynie walkę w parterze, dlatego nie uważa się ich za bojowe czy samoobronne wersje brazylijskiego jiu-jitsu.